# Monash City
Monash City is een Local Government Area (LGA) in Australië in de staat Victoria. Monash City telt 162.838 inwoners. De hoofdplaats is Glen Waverley.